# Jobat
Jobat fou un thakurat garantit de l'Índia central a l'agència Bhil, després agència de Bhopawar i finalment agència de Malwa. Limitava al nord amb Jhabua, al sud i oest amb Ali Rajpur, i a l'est amb Gwalior. Es trobava totalment dins el territori de les muntanyes Vindhya. La majoria de la població (86%) eren bhils i bhilales tots animistes. La població, repartida en 69 pobles, era: 
- 1881: 9.387
- 1891: 15.047
- 1901: 9.443 (descens degut a la fam de 1899-1900)

La població principal era Jobat, la capital situada a 22° 25′ N, 74° 34′ E / 22.42°N,74.57°E, que avui dia és una ciutat i nagar panchayat del districte d'Alirajpur a Madhya Pradesh, la qual figura al cens del 2001 amb 9.991 habitants, constava el 1901 amb 208 habitants (Ghora, a 3 km al sud estava de fet unida a Jobat i era on estaven totes les dependències administratives, i tenia 1.154 habitants), a causa de lo qual l'estat era de vegades anomenat Ghora-Jobat.

## Història
No se sap ben bé com i qui va fundar l'estat però els relats més considerats diuen que el territori va ser cedit a Kesar Deo, besnet d'Anand Deo, el fundador d'Ali Rajpur, al segle XV, i la seva nissaga (rajputs rathors) hauria governat durant més de tres segles fins a l'establiment de la supremacia britànica a Malwa; llavors (inici del segle XIX) governava Rana Sabal Singh i el va succeir Rana Ranjit Singh; el 1864 aquest sobirà va cedir als britànics tots els territoris necessaris per les vies fèrries. Mort el 1874 el va succeir Sarup Singh, fins a la seva mort el 1897, quan va pujar al tron Indrajit Singh, que era menor d'edat. El títol dels sobirans era "rana".

## Llista dels darrers ranes
- Rana Sabal Singh
- Rana Ranjit Singh ?-1874
- Rana Sarup Singh 1874-1897
- Rana Indrajit Singh 1897-1916
- Rana Bhim Singh 1917-1948 (+ 1968)